# Município de Richmond (condado de Ashtabula, Ohio)
O município de Richmond (em inglês: Richmond Township) é um município localizado no condado de Ashtabula no estado estadounidense de Ohio. No ano de 2010 tinha uma população de 938 habitantes e uma densidade populacional de 14,14 pessoas por km².

## Geografia
O município de Richmond encontra-se localizado nas coordenadas 41° 40′ 43″ N, 80° 34′ 07″ O. Segundo a Departamento do Censo dos Estados Unidos, o município tem uma superfície total de 66.31 km², da qual 65,53 km² correspondem a terra firme e (1,18 %) 0,78 km² é água.

## Demografia
Segundo o censo de 2010, tinha 938 pessoas residindo no município de Richmond. A densidade populacional era de 14,14 hab./km². Dos 938 habitantes, o município de Richmond estava composto pelo 96,38 % brancos, o 1,71 % eram afroamericanos, o 0,85 % eram amerindios, o 0,21 % eram de outras raças e o 0,85 % eram de uma mistura de raças. Do total da população o 1,28 % eram hispanos ou latinos de qualquer raça.